# Veilingklok

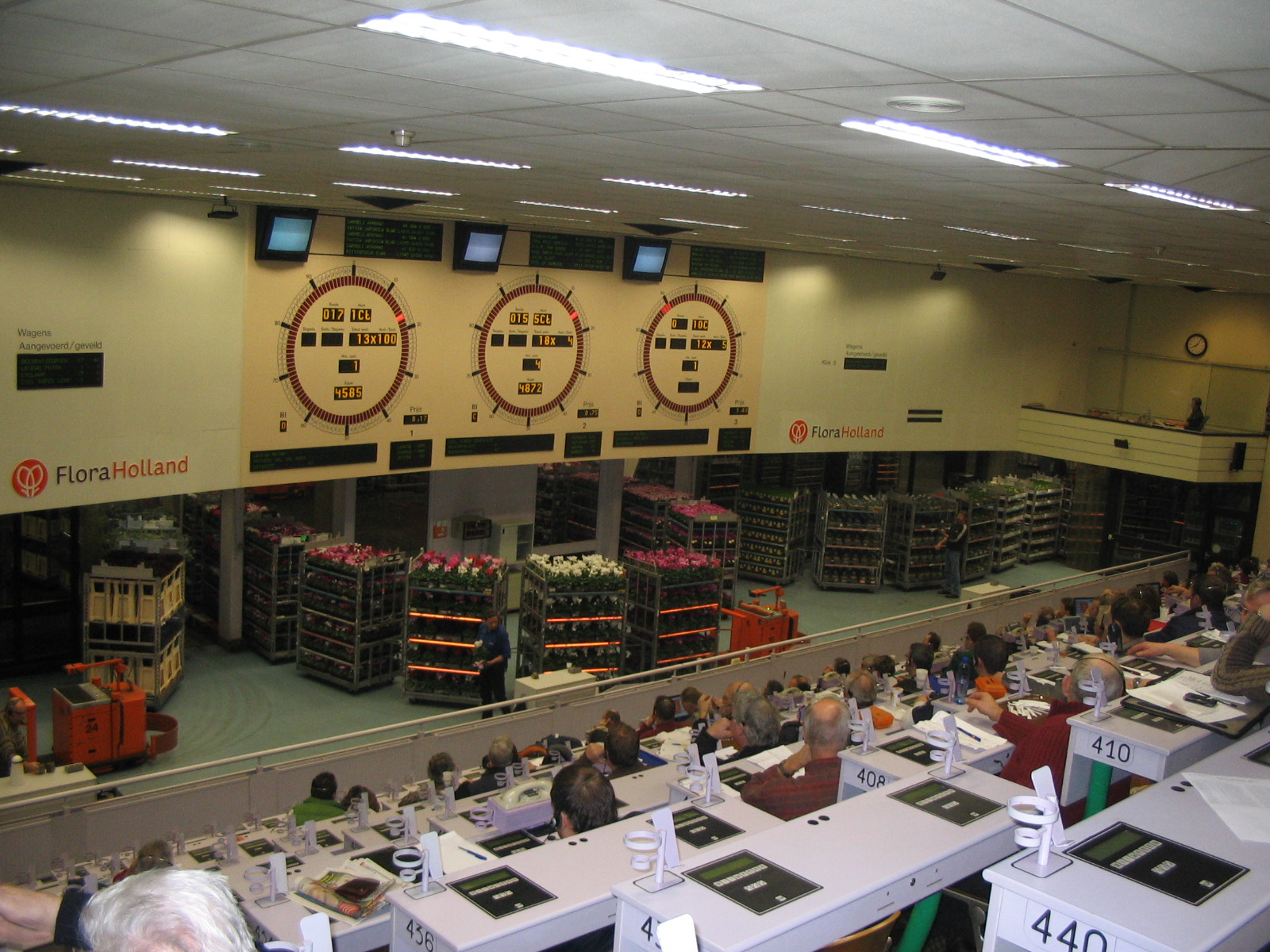
Drie veilingklokken bij FloraHolland in Bleiswijk

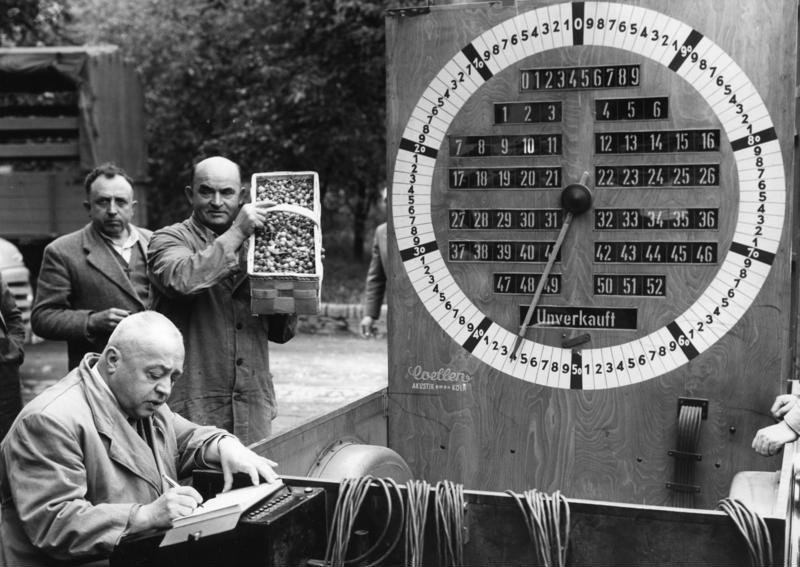
Duitse veilingklok (1957)

Een veilingklok (ook elektrische afmijninstallatie) is een instrument dat wordt gebruikt in de afmijnzaal van veilingen om de prijs van een product vast te stellen. De klok heeft een "wijzerplaat" met een schaalverdeling van 100 centen. De  "wijzer" (niet noodzakelijk mechanisch of doorlopend tot het "draaipunt") loopt van hoog naar laag. De afslager (veilingmeester) zet hoog in en de kopers in de afmijnzaal kunnen op een knop drukken om daarmee de klok stil te zetten en de prijs van de door hen gewenste partij vast te stellen. Degene die het eerste drukt, betaalt de hoogste prijs en is de koper van de partij of een gedeelte ervan. De koper geeft aan de afslager door hoeveel stuks hij wil hebben van de partij en waar hij het wil hebben. Vervolgens gaat de klok opnieuw in beweging voor het restant.
De eerste veilingklok werd in Nederland in 1903 geïntroduceerd. Enige tijd daarna werd de veilingklok ook in andere landen ingevoerd, in België in 1950 in de veiling in Sint-Katelijne-Waver.
In de Nederlandse groente- en tuinbouw is de fysieke veilingklok sinds ongeveer 2000 nagenoeg niet meer in gebruik door de opkomst van internet. Coöperatie The Greenery heeft ook anno 2021 een veilingklok in gebruik. Kopers die dat wensen kunnen per internet producten aankopen via de klok. Voor een aantal kopers die nog behoefte hebben om op de veillocatie te komen om het aanbod te schouwen is ook daar een digitale klok geïnstalleerd. 
In de bloemen-, planten- en boomteelt is de veilingklok alleen nog in gebruik via internetverbindingen. Bij 's werelds grootste bloemenveiling, de Bloemenveiling Aalsmeer, wordt het merendeel van de producten via de digitale veilingklok verhandeld.
Historische exemplaren zijn te zien in de Broeker veiling en in de Historische Tuin Aalsmeer.
Wanneer niet tijdig gedrukt wordt en de wijzer onder de minimumprijs komt dan wordt de partij niet verkocht en spreekt men van doordraaien. De partij wordt uit de handel genomen en meestal ook vernietigd.